# 任壇
任壇（1373年—？年），字廷堅，浙江寧波府鄞縣人，軍籍，治《書經》，年二十八歲歲中式建文二年庚辰科第三甲第二十五名進士。正月二十二日生，行二，曾祖任士得 ；祖任琦；父任仲華；母許氏。慈侍下，妻許氏。由縣學生中式浙江鄉試第四十二名舉人，會試中式第一百七名。授桂东知县，后升为监察御史。后累官为江西按察使司佥事。